# Pritchett (Colorado)
Pour les articles homonymes, voir Pritchett College.
Pritchett est une ville américaine située dans le comté de Baca dans le Colorado.
La ville est nommée en l'honneur de Henry S. Pritchett, directeur de l'Atchison, Topeka and Santa Fe Railway.

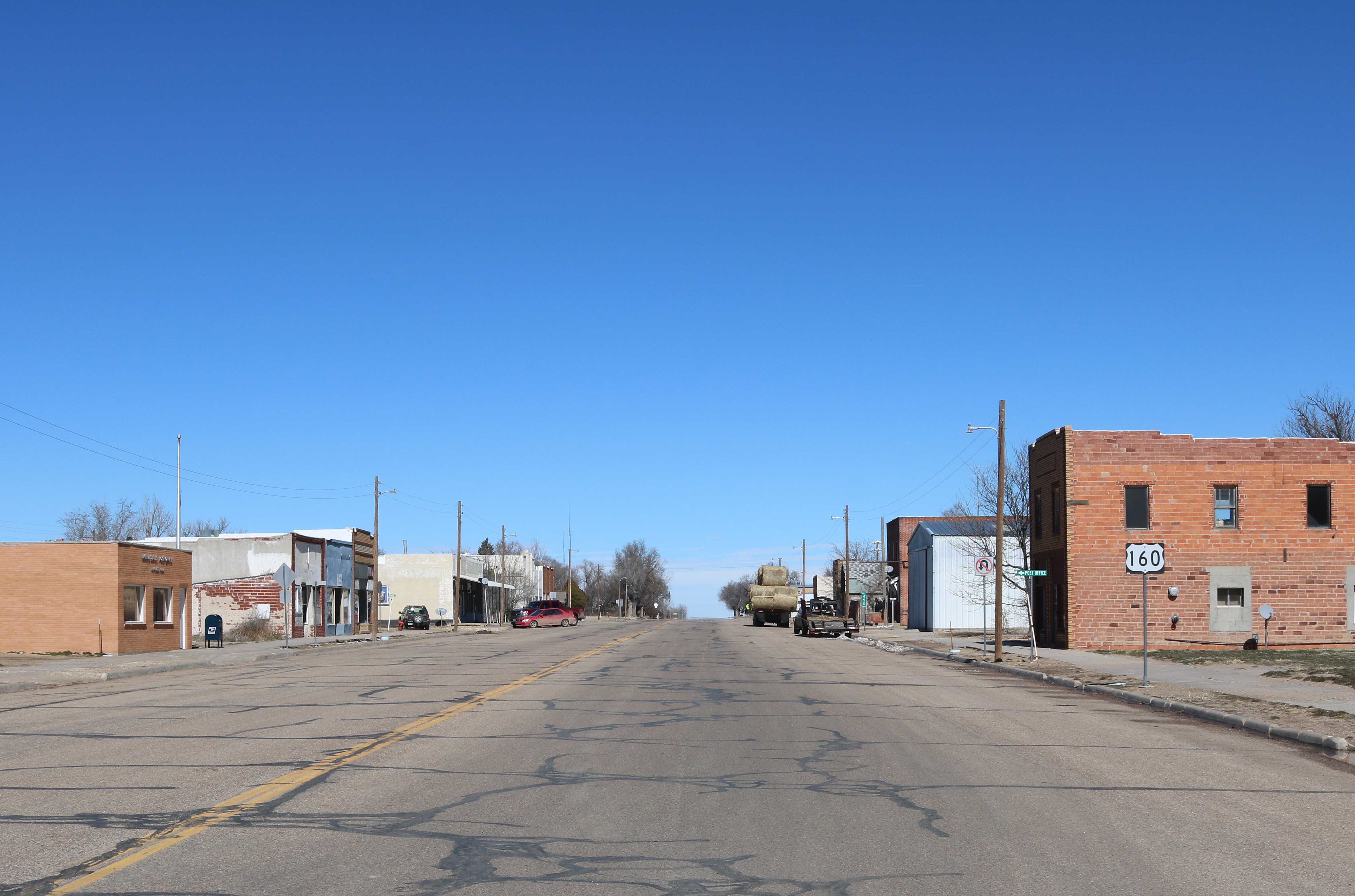
En regardant vers le nord le long de la rue Randolph (2019).

## Démographie
| 1930 | 1940 | 1950 | 1960 | 1970 | 1980 |
| ---- | ---- | ---- | ---- | ---- | ---- |
| 451  | 495  | 286  | 247  | 170  | 183  |

| 1990 | 2000 | 2010 | - | - | - |
| ---- | ---- | ---- | - | - | - |
| 153  | 137  | 140  | - | - | - |

Selon le recensement de 2010, Pritchett compte 140 habitants. La municipalité s'étend sur 0,23 milles carrés (0,6 km2).